# Йо Калс
Йозеф Мариа Лауренс Тео Калс известный как Йо Калс (нидерл. Jozef Maria Laurens Theo Cals; 18 июля 1914, Рурмонд, Лимбург (Нидерланды) — 30 декабря 1971, Гаага) — нидерландский политический и государственный деятель, премьер-министр Нидерландов (14 апреля 1965—22 ноября 1966), юрист, судья, педагог. Лидер Католической народной партии (1965—1966).

## Биография
В юности был активным участником движения бойскаутов . Сперва изучал теологию, решив стать священником, но в 1935 году перешёл в Католический Университет Неймегена, где учился на юридическом факультете. С 1940 года поселился в Неймегене, работал юристом.
Во время немецкой оккупации Нидерландов в годы Второй мировой войны был членом политического движения «Голландский союз». В 1943—1945 годах преподавал в колледже, позже в Гронингенском и Неймегенском университетах.
В 1948—1950 и 1963—1965 годах избирался членом парламента — Второй палаты Генеральных штатов Нидерландов.
В 1950—1952 годах был государственным секретарём по вопросам образования, искусства и науки. В 1952—1963 годах работал министром образования, искусства и науки Нидерландов.
С 14 апреля 1965 по 22 ноября 1966 года занимал пост премьер-министра Нидерландов. С декабря 1966 года — Государственный министр.
Умер от опухоли головного мозга.